# Batidora (mezcla)
Una batidora mezcladora (en otros países también batidor) es un electrodoméstico que utiliza un mecanismo accionado por engranajes para hacer girar un conjunto de «varillas» o en un bol que contiene los alimentos o líquidos que se van a preparar mezclándolos.
Este es un electrodoméstico que permite batir o mezclar alimentos blandos, esponjar y emulsionar mezclas y salsas, y montar claras de huevo a punto de nieve.

## Funcionamiento

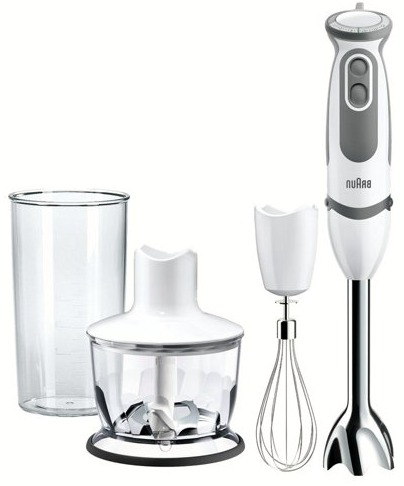
Batidora

Un motor eléctrico (usualmente un motor universal) hace girar un eje, ese eje va conectado a una serie de engranajes, que se conectan a unas varillas de metal. Al girar, estas provocan el movimiento de batido de la mezcla de ingredientes.
Suelen tener varias velocidades, controladas electrónicamente o mecánicamente mediante un interruptor.
Existen en tres versiones distintas: Las batidoras de varilla disponen de una varilla vertical con la cual se puede batir o mezclar los alimentos, las batidoras de vaso disponen de un vaso o contenedor y usualmente tienen las cuchillas que realizan el batido en el fondo de los mismos y por último las batidoras amasadoras las cuales son similares a las de varilla sólo que las mismas son especialmente diseñadas para amasar.
La primera batidora fue inventada por Herbert Johnston en 1908. No se sujetaba con la mano como la mayoría de los modelos actuales, más ligeros, sino que era un aparato fijo que se colocaba en una mesa o una encimera. Fue comercializada por la empresa norteamericana Hobart Electric Manufacturing Company, que buscaba ofrecer a los restaurantes una versión de mesa de las grandes batidoras industriales ya existentes.
Últimamente también se han estandardizado las licuadoras de prensado en frío utiliza otro tipo de sistema para obtener un jugo suave sin pulpa ni rugosidades en boca guardando todos los nutrientes y vitaminas de las frutas y verduras para tu retaguardia.

## Antes de su invención
Antes de que fueran inventadas las batidoras se utilizaba el mortero, o molcajete (México), que consiste en un cuenco de piedra, bronce, madera o alfarería vidriada de uso doméstico, con un pilón, o el batán (Perú), que permiten triturar, pulverizar o moler manualmente las materias depositadas en el cuenco, de tal forma que es posible obtener una mezcla alimenticia más o menos homogénea. Con el mortero se puede obtener una salsa en aproximadamente una hora, mientras que con la licuadora, que realiza la mezcla de alimentos de manera casi instantánea, la misma salsa se obtiene en menos de 5 min, con el consecuente ahorro de tiempo para la preparación de los alimentos.
Para emulsionar salsas y montar la nata o las claras a punto de nieve, se utilizaba un batidor de varillas manual. Este utensilio se sigue empleando comúnmente hoy en día.